# Moritz Heinrich Hauser
Moritz Heinrich Hauser, auch Moriz Heinrich Hauser (28. August 1826 in Dresden – 21. Mai 1857 in Königsberg) war ein deutscher Liedkomponist und Dirigent.

## Leben
Hauser war Schüler von Felix Mendelssohn Bartholdy, Louis Spohr und Moritz Hauptmann. Er war zuerst Kapellmeister am Theater Düsseldorf, dann am Stadttheater Königsberg. In Königsberg wurde er durch eine gelungene Erstaufführung von Beethovens 9. Symphonie bekannt. Hauser komponierte mehrere Lieder sowie die Zigeuner-Oper Der Erbe von Hohenegk, zu der Eduard Devrient das Libretto schrieb, und die im Mai 1855 ohne sonderlichen Erfolg in Leipzig uraufgeführt wurde.
Sein Vater war der Opernsänger Franz Hauser (1794–1870), sein Bruder der Opernsänger Josef Hauser (1828–1903), der mit der Opernsängerin Maria Magdalena Hauser (1829–1871) verheiratet war.

## Werke
- Der Erbe von Hohenegk. Oper in vier Acten. Text: Eduard Devrient, Leipzig ca. 1840.
- Sechs Gesänge für eine Singstimme mit Begleitung des Pianoforte. Wien 1847.